# Kamilla Salgado
Kamilla Ghabrise Rodrigues Salgado Ambrósio (Belém, 31 de março de 1987) é uma apresentadora e ex-modelo brasileira. Ficou conhecida como vencedora do Miss Mundo Brasil 2010.

## Carreira

### 2008–10: Como modelo e Miss
Em 2008, enquanto fazia faculdade de administração, Kamilla foi convidada por um produtor para se tornar modelo, participando naquele ano do concurso Rainha das Rainhas do Carnaval de Belém, evento típico do calendário carnavalesco paraense, cujo cada clube Social tem uma candidata que desfila apresentando uma fantasia temática com um tema regional. Na ocasião, desfilou com a temática "O Uirapuru, o pássaro da sorte", inspirada na canção do maestro paraense Waldemar Henrique, vencendo o concurso. Em 2009 participou do Miss Pará representando Ananindeua, concorrendo com outras trinta candidatas e se tornando vice-campeã. Em 2010, por ter sido vice no Miss Pará, Kamilla foi enviada para o Miss Mundo Brasil, que reunia as candidatas brasileiras que ficaram em segundo lugar em seus respectivos estados, no qual saiu vencedora. Representando o Brasil, viajou para a China participar do Miss Mundo, porém acabou ficando apenas entre as 30 semifinalistas.

### 2011–presente: Como apresentadora
Em 2011, devido à representatividade como Miss, Kamilla assinou contrato com a TV Liberal Belém, afiliada da Rede Globo, para apresentar o programa Alto Astral, focado na moda e cultura. Em 2013 deixou o programa para participar do Big Brother Brasil 13. Kamilla foi uma das cinco pré-selecionadas para estar dentro da Casa de Vidro, no qual foi a mais votada e conseguiu uma vaga para o programa. Foi eliminada na décima semana, recebendo 68% dos votos do público. Entre 2014 e 2017 apresentou o programa de viagens Cidades Brasileiras, na NGT. Em 2019 passa a apresentar o programa esportivo Nação Esportiva no Rede Premium TV, canal independente da Net. No mesmo ano, passa a integrar o elenco de participantes da quarta temporada do Power Couple Brasil, com o marido Eliéser Ambrósio.

## Vida pessoal
Kamilla se formou em 2009 em administração pela Universidade Federal do Pará (UFPA) e fez pós-graduação em gestão do conhecimento pela Fundação Getulio Vargas. Em 2018 se formou em jornalismo pela Centro Universitário das Faculdades Metropolitanas Unidas (FMU). Em 2013 começou a namorar o DJ Eliéser Ambrósio, que conheceu durante o Big Brother Brasil 13. Os dois se casaram em 4 de setembro de 2016 na capela da Pontifícia Universidade Católica de São Paulo (PUC). No dia 25 de setembro de 2020, nasceu em São Paulo o primeiro filho do casal, Bento. Em 17 de outubro de 2023, nasceu em São Paulo a segunda filha do casal, Victoria.

## Filmografia

### Televisão
| Ano     | Título              | Cargo                   | Notas        |
| ------- | ------------------- | ----------------------- | ------------ |
| 2011–12 | Alto Astral         | Apresentadora           |              |
| 2013    | Big Brother Brasil  | Participante (7º lugar) | Temporada 13 |
| 2014–17 | Cidades Brasileiras | Apresentadora           |              |
| 2019    | Power Couple Brasil | Participante (9º lugar) | Temporada 4  |
| 2019–20 | Nação Esportiva     | Apresentadora           |              |

## Teatro
| Ano  | Título           | Personagem  |
| ---- | ---------------- | ----------- |
| 2015 | As Filhas da Mãe | Dalva Maria |

## Prêmios e indicações
| Ano  | Premiação    | Categoria          | Indicação          | Resultado |
| ---- | ------------ | ------------------ | ------------------ | --------- |
| 2024 | Prêmio iBest | Influenciador Pará | Kamilla Salgado    | Pendente  |
| 2024 | Prêmio iBest | Reality Star       | Big Brother Brasil | Pendente  |